# Megalorhipida subtilis
Megalorhipida subtilis is een vlinder uit de familie vedermotten (Pterophoridae). De wetenschappelijke naam van deze soort is voor het eerst geldig gepubliceerd in 1907 door Rebel.
De soort komt voor in tropisch Afrika.